# Иванов, Вадим Тихонович
Вади́м Ти́хонович Ивано́в (18 сентября 1937, Феодосия — 8 апреля 2022) — советский и российский биохимик, доктор химических наук (1974), профессор (1976), академик АН СССР (1987) и ВАСХНИЛ (1988), директор Института биоорганической химии. Лауреат Ленинской и Государственной премии СССР. Член экспертной комиссии РСОШ по биологии. Главный редактор журнала «Биоорганическая химия» (Russian Journal of Bioorganic Chemistry).

## Биография
Родился 18 сентября 1937 года в городе Феодосии Крымской области. Автор более 400 научных работ, в том числе 4-х монографий, 6 авторских свидетельств и 13 патентов.
- 1955—1960 — студент химического факультета Московского государственного университета имени М. В. Ломоносова
- 1963 — научный сотрудник (с 1965 — старший научный сотрудник; с 1972 — заместитель директора по научной работе) Института химии природных соединений АН СССР (ИХПС; ныне Институт биоорганической химии им. акад. М. М. Шемякина и Ю. А. Овчинникова РАН)
- 1971 — заведующий лабораторией химии пептидов ИБХ РАН
- 1974 — доктор химических наук, диссертация «Конформационные состояния биологически активных циклопептидов и их аналогов»
- 1976 — избран членом-корреспондентом Академии наук СССР
- 1976 — профессор
- 1987 — избран действительным членом Академии наук СССР
- 1988 — заведующий кафедрой биоорганической химии биологического факультета МГУ им. М. В. Ломоносова
- 1988 — генеральный директор Межотраслевого научно-технического комплекса «Биоген»
- 1988 — директор Института биоорганической химии им. академиков М. М. Шемякина и Ю. А. Овчинникова РАН
- 1991 — избран действительным членом ВАСХНИЛ (с 1992 — РАСХН)
- 2000 — избран членом Американских химического и белкового обществ
- 2008 — присвоено почётное звание Эйнштейновского профессора Китайской академии наук

Скончался В. Т. Иванов 8 апреля 2022 года. Похоронен на Троекуровском кладбище.

## Награды
- Ленинская премия — за цикл работ по созданию нового класса мембранных биорегуляторов и исследованию молекулярных основ ионного транспорта через биологические мембраны (совместно с Ю. А. Овчинниковым) (1978)
- Государственная премия СССР в области науки и техники — за цикл работа «Нейротоксины как инструменты исследования молекулярных механизмов генерации нервного импульса», опубликованных в 1973—1983 гг. (совместно с В. Ф. Быстровым, Е. В. Гришиным, В. И. Цетлиным) (1985)
- Премия Правительства Российской Федерации в области науки и техники — за цикл работ «Разработка и создание биотехнологического производства ликопида — нового иммунокорригирующего лекарственного препарата» (1996)[4]
- Премия РАН имени Ю. А. Овчинникова и именная Золотая медаль — за цикл работ «Пептидные препараты для медицины и ветеринарии» (1992)
- Орден «За заслуги перед Отечеством» III степени (2007)
- Орден «За заслуги перед Отечеством» IV степени (1997)
- Орден Октябрьской Революции (1981)
- Орден Дружбы народов (1987)
- Орден «Знак Почёта» (1975)
- Медаль «За доблестный труд. В ознаменование 100-летия со дня рождения В. И. Ленина» (1970)
- Медаль «За освоение целинных земель» (1957)
- Большая золотая медаль РАН имени М. В. Ломоносова (2009)[5]

## Монографии
- Ю. А. Овчинников, В. Т. Иванов, А. М. Шкроб. Мембрано-активные комплексоны. — М.: Наука, 1974, 464 стр.
- Физико-химические методы исследования биополимеров и низкомолекулярных биорегуляторов. — 1992, под ред. В. Т. Иванова.
- Белки и пептиды. — 1995, под ред. В. Т. Иванова.
- Проблема белка (тт. 1-5). — 1995, 1996, 1997, 2000, под ред. В. Т. Иванова:
  - Том 1. Химическое строение белка
  - Том 2. Пространственное строение белка[6]
  - Том 3. Структурная организация белка[7]
  - Том 4. Структура и функция белка
  - Том 5. Структура, функция и эволюция белка